# Gampong Putoh (Peusangan)
Gampong Putoh is een bestuurslaag in het regentschap Bireuen van de provincie Atjeh, Indonesië. Gampong Putoh telt 625 inwoners (volkstelling 2010).